# Szójaszósz
A szójaszósz ételízesítőként használt szósz, melyet erjesztett szójababpasztából készítenek, egyes változatainál a szójababhoz búzát vagy árpát kevernek. A szójaszósz az ázsiai konyha egyik alapvető ételízesítője, amit főzéshez, sütéshez is felhasználnak, mártásokhoz, mártogató szószként és marináláshoz is alkalmaznak. A szójaszószok lehetnek világosabbak vagy sötétebbek, a világosak sósabbak és könnyebbek, a sötétebb változatok gazdagabbak, sűrűbb textúrájúak. A legsötétebb színű szójaszósz az indonéz ketjap manis. A japán konyha szinte elképzelhetetlen szójaszósz nélkül, még a nyugati eredetű ételekhez (például olasz tésztákhoz) is használják. A szójaszószban az úgynevezett „ötödik íz”, az umami is megtalálható.

## Megnevezései
- indonéz: kecap, kecap asin
- japán: しょうゆ sóju
- kínai: 醬油 / 酱油 pinjin: csiang jou (jiàng yóu), jűtphing: szí jau (si yau)
- khmer: ទឹកស៊ីអ៊ីវ tœ̆k si-iv, ស៊ីអ៊ីវ si-iv
- koreai: 간장 kandzsang
- lao: ເຕົ້າຈ້ຽວ tao chiāu
- vietnámi: xì dầu, nước tương
- thai: ซีอิ๊ว szi-io

## Története
A szójaszósz Kínából ered, a 150-ből származó Siming (Shiming) (释名, „Nevek magyarázata”) című szótár már utalást tesz egy sicse (shizhi) nevű, fekete szójababból készült szószról, aminek a neve az azonos ejtésű, „kiváló” jelentésű si (shi) írásjegyből származik. A nevét a szósz onnan kapta, hogy remek ízűnek találták. A 160-ban kiadott Szimin jüeling (Simin yueling) (四民月令, „Havi utasítások a nép négy osztályának”) csingcsiang (qingjiang) néven említi. A csiang (jiang) eredetileg erjesztett húsokból és halakból készült szósz volt, később kezdték el növényi alapanyagokból készíteni, mert ezek jóval hozzáférhetőbbek voltak, mint a hús. A Csi min jao su (Qi min yao shu) (齊民要術, „Főbb módozatok az emberek jólétéhez”) – a legelső ismert mezőgazdasági enciklopédia 544-ből – le is írja a szójaszósz készítésének menetét.
A szójaszósz Kínából Ázsia más területeire is átkerült. Első japán nyelvű említése egy buddhista szerzetes naplójából származik 1568-ból, amit Nara városában találtak meg. Az egyik legrégebbi, szójaszószt gyártó vállalat a Kikkoman, a Kikkoman-féle szószokat 1704-ben egy Mogi Szaheidzsi nevű szójaszószfőző mester kezdte el készíteni.
A szójaszósz szó nyugati kiadványban először 1603-ban jelent meg, egy portugál-japán szótárban. A Holland Kelet-indiai Társaság 1647-ben már dokumentáltan exportált japán szójaszószt, ami hollandul a soije nevet kapta. Az első, Európába és Amerikába importált szójaszószokat Japánból, Kínából és Indonéziából hozatták a 18. században és nevezték indiai ketchupnak is. Az első európai, aki részletes és pontos leírást adott a szójaszósz készítéséről, a német J.J. Hoffman volt 1874-ben, aki Japánban tanulmányozta a szósz készítését. 1910-re Japánból már 2 800 000 gallon szójaszószt exportáltak külföldre, főképp Amerikába, de egyes európai városokba is.

## Készítése
A szójaszószt hagyományosan agyagedényekben készítették és tárolták. Ma már gyárilag is készülnek szójaszószok a növekvő kereslet miatt. A szójababot beáztatják, majd megfőzik. Pörkölt búzából készült lisztet tesznek hozzá, valamint Aspergillus oryzae nevű gombakultúrát. Ezt követően három napig 30 °C-on érlelik a pasztát, majd jól megsózzák. Három-hat hónapig 15-25 °C-os hőmérsékleten tovább érlelik, majd négy-öt hónapig még állni hagyják. Az így elkészült lét leszűrik, pasztőrözik, újra leszűrik és palackozzák.

## Galéria

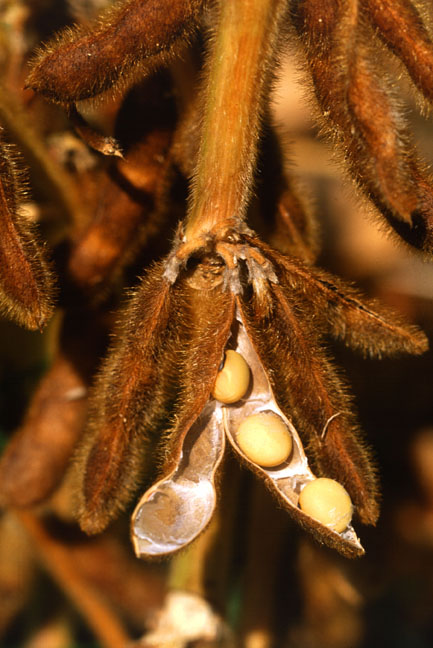
szójabab
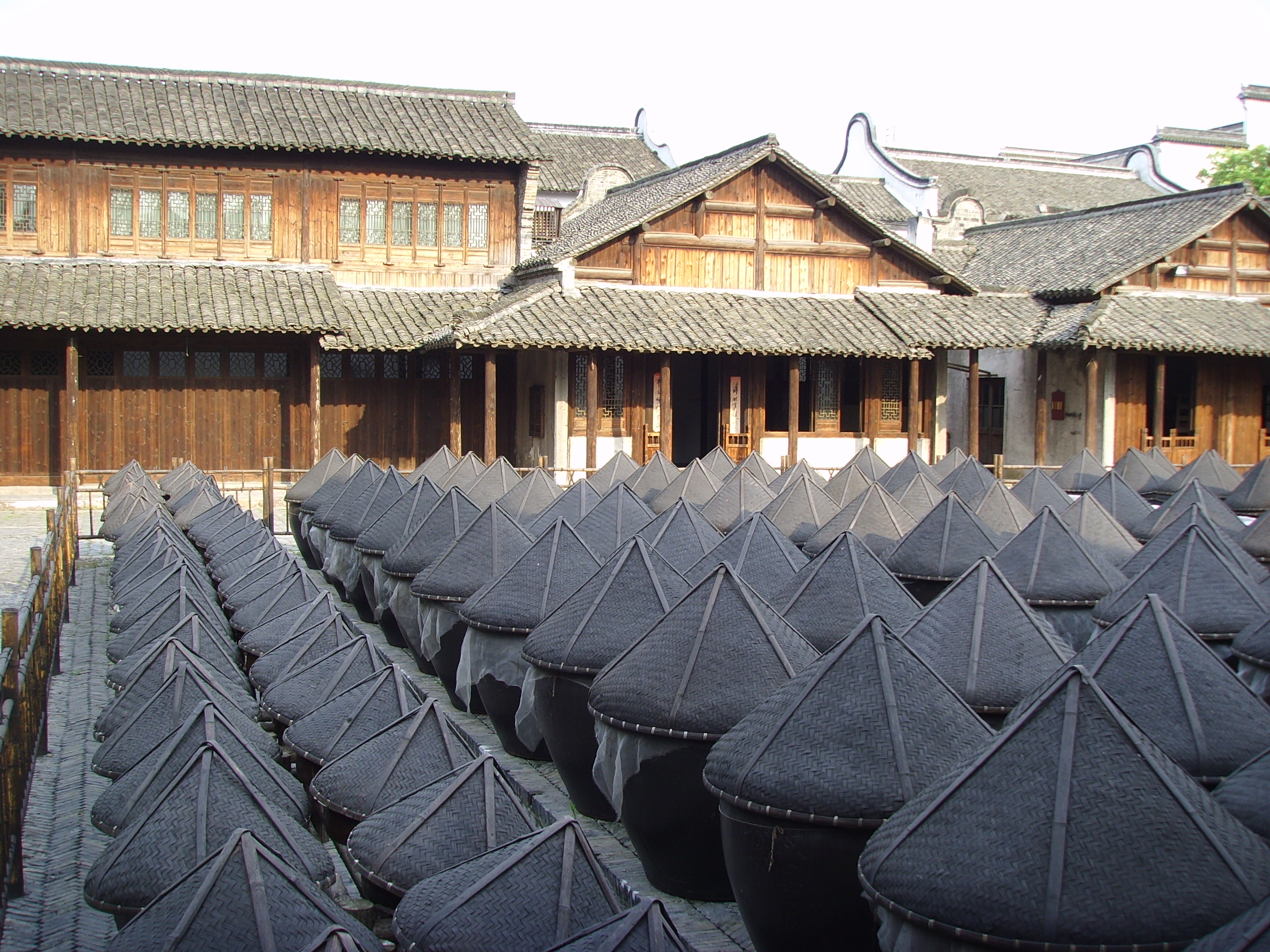
Hagyományos szójaszósz-készítő edények Kínában
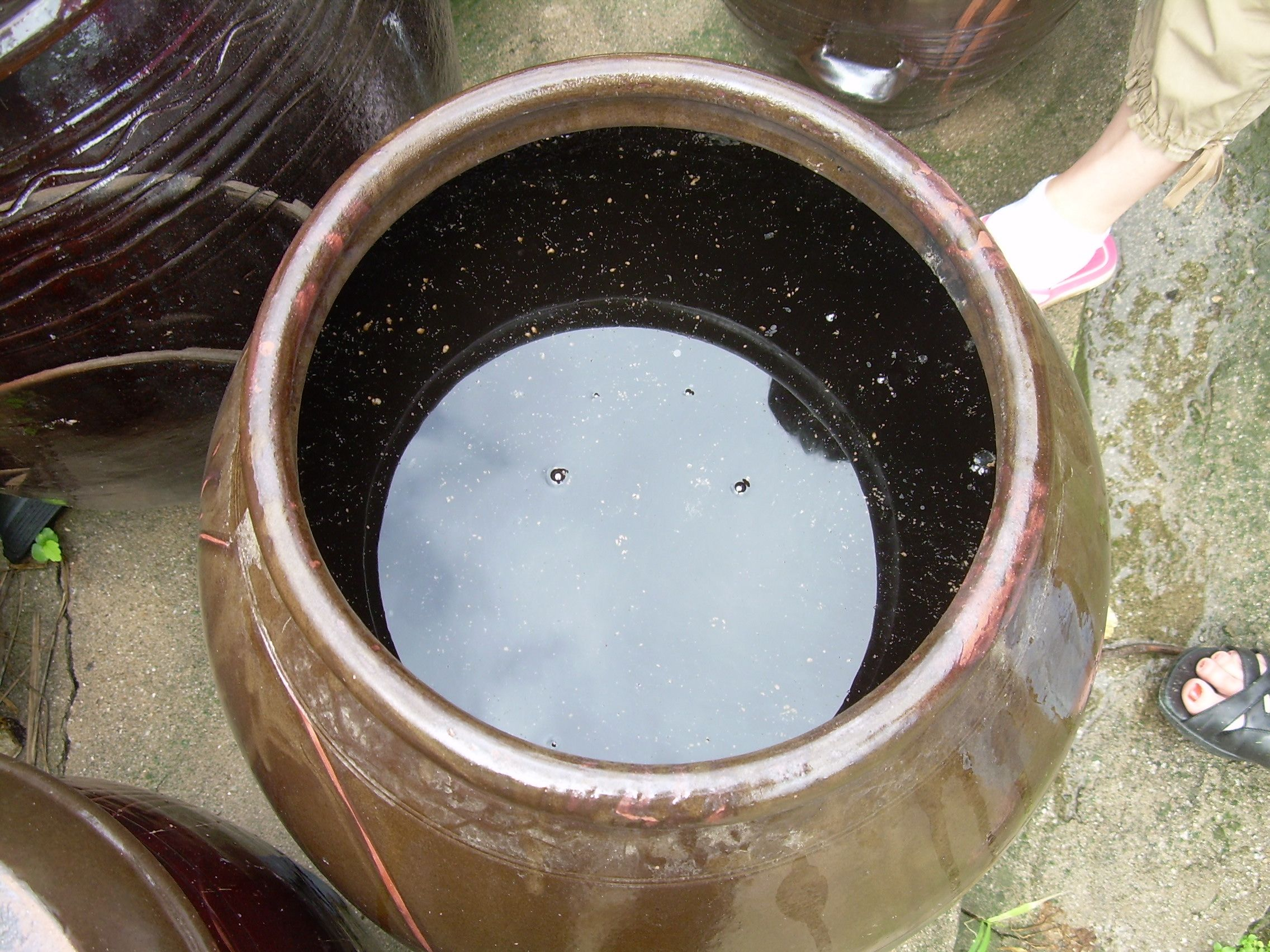
Hagyományos módon készített koreai szójaszósz (조선간장, csoszon kandzsang)
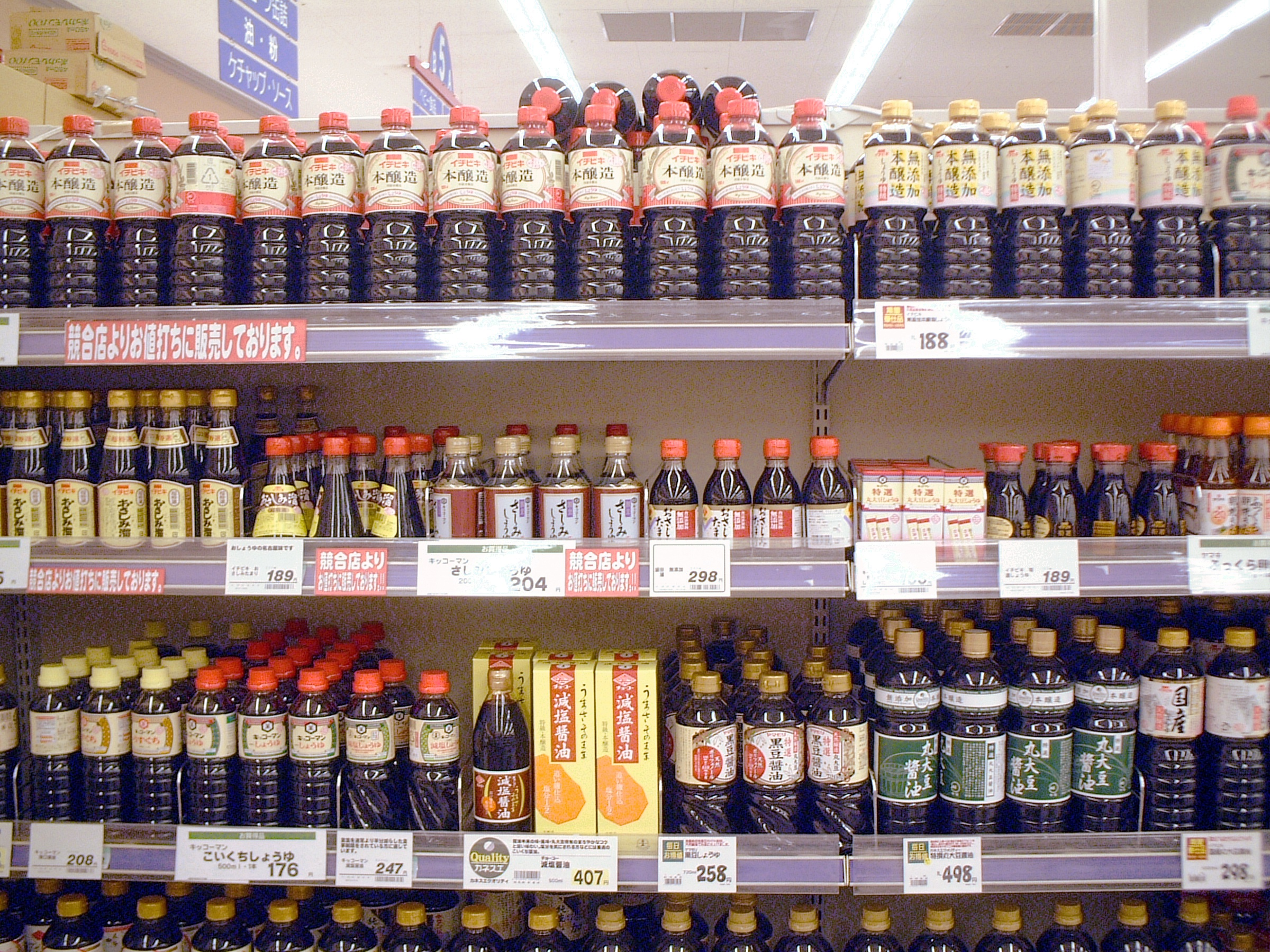
Szójaszósz-választék egy japán szupermarketben